# 朋彦错
朋彦错（藏語：བོང་དབྱི་མཚོ，威利转写：bong dbyi mtsho，THL：Bongyi Tso，藏语意为“毛驴猞猁湖”）位于中国西藏自治区那曲市尼玛县境内，地处尼玛县中部，索汝山西北麓，西亚尔岗山西南麓。湖面海拔4722米，面积48.8平方公里。湖泊东部有一个以一条砂堤相隔的姊妹湖，面积3.9平方公里。湖区气候寒冷干燥，年均气温-6℃，年均降水量150～200毫米。湖水主要依靠泉水补给，集水区面积1520平方公里，补给系数30.1.湖中富含硼砂、芒硝、石盐等资源。